# Rechtsinhaber
Als Rechtsinhaber (oder „Rechteinhaber“) bezeichnet man in der Rechtswissenschaft Rechtssubjekte, die Inhaber eines Rechts sind.

## Allgemeines
Die Inhaber von Rechten sind deren Eigentümer und besitzen mithin das volle Herrschaftsrecht über diese Rechte. Sie werden jedoch nicht als Eigentümer, sondern als Rechtsinhaber bezeichnet, denn der Begriff des Eigentümers ist auf körperliche Sachen beschränkt. Da auch Gesetze den Begriff verwenden (etwa § 95a UrhG), handelt es sich auch um einen Rechtsbegriff. Rechtsinhaber sind danach die urheberrechtlich berechtigten Rechtssubjekte, die nach dem Prozessrecht Aktivlegitimation besitzen. Die Rechtsinhaber sind Rechtssubjekte, also insbesondere natürliche Personen und juristische Personen. Die Rechte selbst sind Rechtsobjekte, und zwar nur deren Teilbereich der Immaterialgüter.
Räumen die Rechtsinhaber Dritten ein Nutzungsrecht an ihrem Recht ein, so verlieren die Rechtsinhaber nicht ihr Eigentumsrecht, weil das Nutzungsrecht ähnlich wie die Pacht lediglich eine Art Besitzrecht verkörpert. Mit der Einräumung einer absoluten Lizenz verliert das Schutzrecht deshalb nicht seinen vollständigen Bestand beim Rechtsinhaber. Da jedoch § 95c Abs. 2 UrhG vom „Urheber oder jedem anderen Rechtsinhaber“ spricht, sind Normadressaten als Rechtsinhaber alle Rechtssubjekte, „die originäre oder derivative Inhaber der Rechte an den technisch flankierten Schutzgegenständen sind“.

## Arten
Zu den Rechten gehören alle immateriellen Güter wie Forderungen, Firmenwerte und verwandte Schutzrechte wie Urheberrechte, Konzessionen, Lizenzen, Patente, Warenzeichen, Markenzeichen, Geschmacksmuster oder Gebrauchsmuster. Erfindungen werden als Patent behandelt (§ 6 PatG), bei Arbeitnehmererfindungen werden durch Inanspruchnahme nach § 7 Abs. 1 ArbnErfG die Arbeitgeber Rechtsinhaber der Erfindungen. Nach herrschender Meinung werden im Rahmen des Domainnamensrechts auch Domainnamen vom Schutz des § 3 Abs. 1 MarkenG erfasst. Der Rechtsinhaber eines Domainnamens kann daher Dritte von der unberechtigten Nutzung seines Domainnamens ausschließen.  
Ein Recht kann durchaus auch mehrere Rechtsinhaber besitzen, wenn sich beispielsweise mehrere Erfinder eine gemeinsame Erfindung teilen. Sie bilden eine Bruchteilsgemeinschaft nach den §§ 741 ff. BGB.

## Vermögenswert
Der Rechtsinhaber besitzt wie der Eigentümer von Sachen ein absolutes Recht, nämlich geistiges Eigentum, so dass er darüber frei verfügen kann. Er ist berechtigt, es selbst zu nutzen (zu verwerten), zu veräußern (im Wege der Abtretung; § 398  ff. BGB), als Kreditsicherheit zu verpfänden (§ 1273 Abs. 1 BGB) oder zu vererben (§ 1922 Abs. 1 BGB). Die Gläubiger des Rechtsinhabers können seine Rechte auch pfänden, weil diese nach § 857 Abs. 1 ZPO zu den „anderen Vermögensrechten“ gehören. Hierzu zählen Rechte aller Art, die einen Vermögenswert derart verkörpern, dass die Pfandverwertung zur Befriedigung des Geldanspruchs des Gläubigers führen kann. 
Trifft den Rechtsinhaber eine Bilanzierungspflicht (siehe Bilanzierungsfähigkeit), sind die Rechte als Vermögenswerte zu aktivieren (mit Ausnahme selbst geschaffener Firmenwerte, Marken, Drucktitel, Verlagsrechte, Kundenlisten oder vergleichbarer immaterieller Vermögenswerte; § 248 Abs. 2 Satz 2 HGB). 